# Mitsuhiro Kawamoto
Mitsuhiro Kawamoto (jap. 河本 充弘 Kawamoto Mitsuhiro; ur. 12 czerwca 1971) – japoński piłkarz występujący na pozycji obrońcy.

## Kariera klubowa
Jako piłkarz grał w klubach Verdy Kawasaki, Brummell Sendai i Tosu Futures.